# Tomás Berra
Tomás Berra (Rosario, Provincia de Santa Fe, Argentina, 19 de febrero de 1991) es un futbolista argentino. Juega de marcador central y su primer equipo fue Rosario Central. Actualmente milita en el Club Atlético Güemes de la Primera Nacional.

## Biografía
Tomás Berra realizó todas las inferiores en Rosario Central: debutó en novena división en el año 2005 y jugó 139 partidos (12 goles). Disputó su primer partido en reserva en el año 2009, sin embargo con el descenso de Central a la B Nacional tuvo que sumar minutos en la primera local.
En junio de 2012 firmó su primer contrato profesional. Debutó oficialmente en Rosario Central el 24 de marzo de 2013 ante Atlético Tucumán, ingresó en el segundo tiempo por Rafael Delgado como lateral izquierdo. Ese año Central terminó primero en el torneo y ascendió a la Primera División de Argentina. 
Con el ascenso de Central Tomás volvió a jugar en reserva durante la temporada 2013/14, fue titular durante el primer semestre y el equipo se coronó campeón a mediados de 2014. Obtuvo su lugar como titular en el primer equipo luego de una lesión de Lisandro Magallán en la cuarta fecha del Torneo Final 2014. Después de ese partido jugó todos los encuentros del campeonato afianzándose como titular en la zaga central.
Para el Torneo 2016, pasó a las filas de Arsenal de Sarandi, teniendo un torneo regular y alcanzando un cuarto puesto con su club.

## Clubes
| Club                  | País      | Año         |
| --------------------- | --------- | ----------- |
| Rosario Central       | Argentina | 2013 - 2015 |
| Godoy Cruz de Mendoza | Argentina | 2016        |
| Arsenal de Sarandí    | Argentina | 2016 - 2017 |
| Santamarina de Tandil | Argentina | 2017 - 2018 |
| FC Messina            | Italia    | 2018 - 2019 |
| Cattolica SM          | Italia    | 2019        |
| Ghivizzano            | Italia    | 2019 - 2020 |
| Sarmiento (R)         | Argentina | 2020 - 2021 |
| Club Bolívar          | Argentina | 2021 - 2022 |
| Chacarita Jrs         | Argentina | 2022        |
| Alvarado              | Argentina | 2023 - Act. |

### Estadísticas
| Rosario Central Argentina                   |               |               |    |   |   |   |   |    |    |      |      |
| 2ª                                          | 2012-13       | 1             | 0  |   |   |   |   | 1  | 0  | 0.00 |      |
| 1ª                                          | 2013-14       | 17            | 0  |   |   |   |   | 17 | 0  | 0.00 |      |
| 1ª                                          | 2014          | 13            | 0  | 3 | 0 | 2 | 0 | 18 | 0  | 0.00 |      |
| Total Central                               | Total Central | 31            | 0  | 3 | 0 | 2 | 0 | 36 | 0  | 0.00 |      |
| Total carrera                               | Total carrera | Total carrera | 31 | 0 | 3 | 0 | 2 | 0  | 36 | 0    | 0.00 |
| (3) No incluye goles en partidos amistosos. |               |               |    |   |   |   |   |    |    |      |      |

## Palmarés

### Campeonatos nacionales
| Título                           | Club            | Sede         | Año     |
| -------------------------------- | --------------- | ------------ | ------- |
| Campeonato de Primera B Nacional | Rosario Central | San Salvador | 2012/13 |